# Jean-François Nahmias
Pour les articles homonymes, voir Nahmias.
Œuvres principales
- Série L'Enfant de la Toussaint

Jean-François Nahmias, né le 15 décembre 1944 à Cannes et mort le 24 juillet 2017, est un écrivain français de plusieurs romans historiques. Il a également écrit plusieurs livres en collaboration avec Pierre Bellemare. 
La première édition d'une partie des volumes de la série L'Enfant de la Toussaint a été écrite sous le pseudonyme de François Liensa.

## Biographie
Fils d'un résistant, capitaine F.F.I. dans les maquis des Alpes-Maritimes, Jean-François Nahmias fréquente le lycée Jean-Baptiste-Say, puis obtient une maitrise de philosophie à l'Université de la Sorbonne.
Après avoir travaillé trois ans dans une agence de publicité, il est embauché aux Éditions Fernand Nathan où il s'occupe du département des encyclopédies.
À partir de 1976, il écrit pour Europe numéro 1 une série d'émissions quotidiennes lues par Pierre Bellemare : les Dossiers extraordinaires, les Aventuriers, les Dossiers d'Interpol, les Histoires vraies, Au nom de l'amour, les Assassins sont parmi nous.
Il collabore à l'émission les Grands Procès de l'Histoire sur RMC avec Philippe Alfonsi et Patrick Pesnot, avec lesquels il fonde en 1978 une société de production de radio-télévision.
Après l'arrêt de ses émissions sur Europe numéro 1, il part vivre à Cannes avec sa femme et sa fille et se consacre entièrement à l'écriture.

## Œuvres

### SérieL'Enfant de la Toussaint
- La Bague au lion
- La Bague au loup
- Le Cyclamor

### Haut Moyen Âge
- L'Illusion cathare (1993)
- De terre et de sang (1994) coécrit avec Pierre Barret et Jean-Noël Gurgand
- La nuit mérovingienne (1995)

### Antiquité
- La Prophétie de Jérusalem (biographie de l'empereur Titus, tome I)
- Le Voile de Bérénice (Biographie de l'empereur Titus, tome II)
- Titus Flaminius : La Fontaine aux vestales (2003) - enquête dans la Rome antique
- Titus Flaminius : La Gladiatrice (2004)
- Titus Flaminius : Le Mystère d'Éleusis (2005) - enquête en Grèce
- Titus Flaminius : La Piste gauloise (2006) - pour suivre le Romain Titus chez les Eduens, notamment à Bibracte, et découvrir les coutumes gauloises du Ier siècle av. J.-C.
- L'Incendie de Rome (2006)
- La Route de la soie (2009)

### En collaboration avec Pierre Bellemare
- Les grands Crimes de l'histoire (Éditions no 1, 1984)
- Les Tueurs diaboliques (Éditions no 1, 1985)
- Les Crimes passionnels : 50 histoires vraies (TF1 éditions, 1989)
- Nuits d'angoisse: 50 histoires vraies (TF1 éditions, 1990)
- Crimes de sang (TF1 éditions, 1991)
- L'Année criminelle (tome I) : les 80 histoires extraordinaires de l'année (TF1 éditions, 1992)
- L'Année criminelle (II) : les 80 histoires extraordinaires de l'année (TF1 éditions, 1993)
- Le carrefour des angoisses (Les Aventuriers du xxe siècle, tome 1) : 60 récits où la vie ne tient qu'à un fil (Albin Michel, 1997)
- L'enfant criminel (Albin Michel, 1998) : 40 récits sur les enfants et adolescent criminels dont « Le cas Mary Bell ».
- Survivront - ils ? (Albin Michel, 2002) : 45 suspenses où la vie se joue à pile ou face.
- Destins sur ordonnance: 40 histoires où la médecine va du meilleur au pire (Albin Michel, 2003)
- Crimes dans la soie : 30 histoires de milliardaires assassins (Albin Michel, 2004)
- Ils ont osé : 40 exploits incroyables (Albin Michel, 2005)
- Mort ou vif : Les chasses à l'homme les plus extraordinaires (Albin Michel, 2007)
- La terrible vérité : 26 grandes énigmes de l'histoire enfin résolues (Albin Michel, 2008)
- Kidnappings - 25 rendez-vous avec l’angoisse, Albin Michel, Paris, 2010, 379 p., broché, 15,3 x 24 cm  (ISBN 978-2-226-20613-8)
- L'Enfer : 15 histoires au cœur des mafias et des sectes, (Flammarion 2011),
- Enquête sur 25 trésors fabuleux (Flammarion, 2012)
- Derniers voyages (Flammarion 2013)
- Trahison (Flammarion, 2015)
- Criminelles : le mal au féminin - 36 histoires vraies de femmes tueuses à travers les siècles (First, 2017)